# Zona Arqueológica de Atzompa
Atzompa es un sitio arqueológico localizado a unos 8 km al oeste de la ciudad de Oaxaca en el Cerro del Bonete, en la localidad de Santa María Atzompa. El sitio fue un conjunto monumental perteneciente a la cercana Monte Albán.

## Historia
El sitio fue ocupado por la civilización zapoteca en el periodo clásico mesoamericano, del 650 al 900 d. C. Pudo ser una zona habitacional satélite de Monte Albán, probablemente habitado por un linaje común o alguna élite de la urbe principal al igual que Cerro del Gallo, El Plumaje, El Mogollito, Cerro de la Cruz, Monte Albán Chico y El Paragüito. Su emplazamiento permitió ser un punto de vigilancia y observación de lo que ocurría entre el Valle de Oaxaca y las montañas al norte del mismo, así como tener contacto visual con Monte Albán. Atzompa habría sido abandonado en el 900 coincidiendo también con el abandono de Monte Albán y la desintegración del estado zapoteco.
El sitio fue excavado por primera vez en 1937 por Jorge Ruffier Acosta. A partir de 2007 la arqueóloga Nelly M. Robles García lideró el Proyecto Arqueológico del Conjunto Monumental de Atzompa.